# Pojatno
Pojatno is een plaats in de gemeente Zaprešić in de Kroatische provincie Zagreb. De plaats telt 1.157 inwoners (2001).